# Chavannes-les-Grands
Chavannes-les-Grands è un comune francese di 321 abitanti situato nel dipartimento del Territorio di Belfort nella regione della Borgogna-Franca Contea.

## Società

### Evoluzione demografica
Abitanti censiti